# Stambolčić
Stambolčić (cyr. Стамболчић) – wieś w Bośni i Hercegowinie, w Republice Serbskiej, w mieście Sarajewo Wschodnie, w gminie Pale. W 2013 roku liczyła 47 mieszkańców.